# La Borne, Antarktis
La Borne är en ö i Antarktis. Den ligger i havet utanför Östantarktis. Frankrike gör anspråk på området.